# Erregungsleitung
Als Erregungsleitung wird in der Tierphysiologie und Medizin die Weiterleitung einer Erregung in Nervenzellen oder Muskelzellen bezeichnet, beispielsweise im Neuron die Fortleitung eines Aktionspotentials entlang des Neuriten, der in unterschiedlicher Weise als Axon von Gliazellen umhüllt sein kann. Je nach der Ausbildung dieser Gliahülle sind verschiedene Arten der Erregungsleitung möglich; durch eine stark ausgebildete Markscheide wird die Leitungsgeschwindigkeit der Nervenfaser erheblich erhöht.
Über sehr kurze Distanzen kann allein schon elektrotonisch eine Erregung schnell weitergeleitet werden, allerdings mit abfallender Spannungsdifferenz. Für größere Entfernungen ist daher verlangsamend die wiederholte Bildung von Aktionspotentialen durch Ionenströme nötig, was kontinuierlich fortschreitend geschehen kann. Erst eine ausreichende Isolation durch vielfache myelinhaltige Umwicklungen erlaubt hierfür einen sprungweisen Prozess, bei dem sich eine über kurze isolierte Abschnitte (Internodien) elektrotonisch fortgeleitete Depolarisation abwechselt mit dem Aufbau von Aktionspotentialen an dem dazwischen frei liegenden Membranbereich des Axons (Ranvierscher Schnürring).
Die Benennung „Reizleitung“ für den Vorgang der Erregungsleitung ist hierfür nicht ganz zutreffend, da nicht der Reiz, sondern eine durch diesen hervorgerufene Erregung weitergeleitet wird.

## Grundlagen

Abb. 1: Schematische Darstellung der Widerstände und Kapazitäten an einem Axon.

Vereinfacht kann ein Axon als ein langer Zylinder betrachtet werden, der aus einer Aneinanderreihung von Abschnitten besteht. Die Wand dieses Zylinders wird durch die Lipiddoppelschicht der Axonmembran gebildet, deren elektrische Eigenschaften sich als die Parallelschaltung eines Widerstandes {\displaystyle r_{m}} und eines Kondensators mit der Kapazität {\displaystyle c_{m}} beschreiben lassen. Der elektrische Widerstand der Membran ist dabei in unerregtem Zustand so groß, dass die Lipiddoppelschicht die Funktion eines Dielektrikums erfüllt, so dass durch die elektrostatischen Kräfte, die über die Membran zwischen Intra- und Extrazellulärraum wirksam sind, eine Kapazität {\displaystyle c_{m}} entsteht. Deren Größe ist proportional zur Oberfläche der Membran und umgekehrt proportional zu ihrer Dicke.

### Membranzeitkonstante
Ist das Axon nicht erregt, besitzt es ein Ruhemembranpotential von ca. −70 mV, das heißt zwischen den beiden Platten des Kondensators herrscht ebendiese Potentialdifferenz. Während einer Depolarisation ändert sich nun das Membranpotential; der Kondensator muss dabei entladen werden – oder sogar umgeladen, falls die Potentialdifferenz positiv wird. Die für diesen Vorgang benötigte Zeit lässt sich mit Hilfe der Membranzeitkonstante {\displaystyle \tau } ermitteln und errechnet sich als Produkt aus dem Membranwiderstand {\displaystyle r_{m}} und der Membrankapazität {\displaystyle c_{m}}:
{\displaystyle \tau =r_{m}\cdot c_{m}}.
Die Zeitkonstante {\displaystyle \tau } gibt die Zeit in Sekunden an für den exponentiell verlaufenden Prozess, nach der die Amplitude der Potentialdifferenz auf 1/e oder etwa 36,8 % des Ausgangswertes abgesunken bzw. um den Faktor {\displaystyle e} reduziert ist; diese Konstante ist somit ein Maß für die Geschwindigkeit der Potentialänderung. Da dieser Vorgang der eigentlich zeitaufwändige bei der Fortleitung einer Erregung ist – und für jeden Membranabschnitt, der depolarisiert wird, wiederholt werden muss – kann die Erregungsleitung beschleunigt werden, wenn die Membranzeitkonstante vermindert wird oder sich die Häufigkeit verringert, mit der ein Aktionspotential erneut gebildet werden muss. Letzteres wird durch eine Erhöhung der im Folgenden beschriebenen Membranlängskonstante ermöglicht.

### Membranlängskonstante

Abb. 2: Änderung des Membranpotentials für zwei Axone mit unterschiedlicher Membranlängskonstante nach Auslösung eines Aktionspotentials mit zunehmender Entfernung vom Ort der Erregung.

Zusätzlich zum Längswiderstand besitzt jedes Axon außerdem einen Membranwiderstand {\displaystyle r_{m}}. Zusammen mit dem Längswiderstand {\displaystyle r_{l}} errechnet sich daraus eine Membranlängskonstante {\displaystyle \lambda }. Sie gibt die Strecke entlang eines Axons an, nach der die Amplitude des Potentials auf 36,8 % abgefallen ist. Daraus lässt sich ableiten, dass die Strecke, nach welcher ein an einem Ort ausgelöstes Aktionspotential durch Öffnung spannungsabhängiger Kationenkanäle noch in der Lage ist, erneut ein Aktionspotential auszulösen, umso größer ist, je größer die Membranlängskonstante ist.
Gemäß der obigen Gleichung lässt sie sich einerseits durch eine Steigerung des Membranwiderstandes erhöhen. Im menschlichen Organismus passiert dies durch eine Isolierung des Axons durch Myelinisierung, wodurch das Auftreten von Leckströmen reduziert, und so der Verlust der Ladungsträger, die für die Ausbildung der Potentialdifferenz verantwortlich sind, minimiert wird. Andererseits lässt sich die Membranlängskonstante durch eine Erniedrigung des Längswiderstandes erhöhen. Er verhält sich umgekehrt proportional zur Querschnittsfläche des Axons: eine Verdopplung des Axondurchmessers führt zu einer Abnahme des Längswiderstandes auf ein Viertel. Da jedoch, durch die dabei zunehmende Oberfläche des Axons, gleichzeitig die Membrankapazität  zunimmt und der Membranwiderstand sinkt, fällt die Wirkung auf die Leitungsgeschwindigkeit in der Praxis geringer aus.

## Elektrotonische Erregungsleitung

Abb. 3: Elektrotonische Erregungsleitung

Die elektrotonische Fortleitung trägt eine Erregung schnell weiter, allerdings nur über recht kurze Entfernungen. Da die Membran um das Axon herum ein relativ schlechter Isolator ist, nimmt das elektrische Potential mit zunehmendem Abstand ab. Ein Beispiel für eine elektrotonische Erregung findet sich in der menschlichen Netzhaut. Hier wird die Erregung als graduierte, reizanaloge Potentialänderung elektrotonisch weitergeleitet. Dies gilt sowohl für die Photorezeptoren wie für die Bipolarzellen; erst in den Ganglienzellen werden Aktionspotentiale gebildet. Die elektrotonische Form der Erregungsleitung reicht wegen der ungünstigen Verhältnisse der Ionenleitung im Inneren des Axons bei einer geringen Isolation nach außen hin selten weiter als einige Hundertstel Millimeter. Wenn das Potential dann aber durch Aktionspotentiale wieder angehoben wird, ist eine weitere Fortleitung der Signale möglich.

## Erregungsleitung durch Aktionspotentiale
Bei Axonen von Nervenzellen bewirkt eine hinreichende Depolarisation die vorübergehende Öffnung spannungsaktivierter Natriumkanäle in der Membran. Eine über das Axolemm laufende Depolarisationswelle kann damit zu Aktionspotentialen führen, die über die Nervenfaser weitergeleitet werden. Je nachdem, ob das Axon myelinisiert ist oder nicht, sind hierbei zwei Weisen zu unterscheiden:

### Kontinuierliche Erregungsleitung

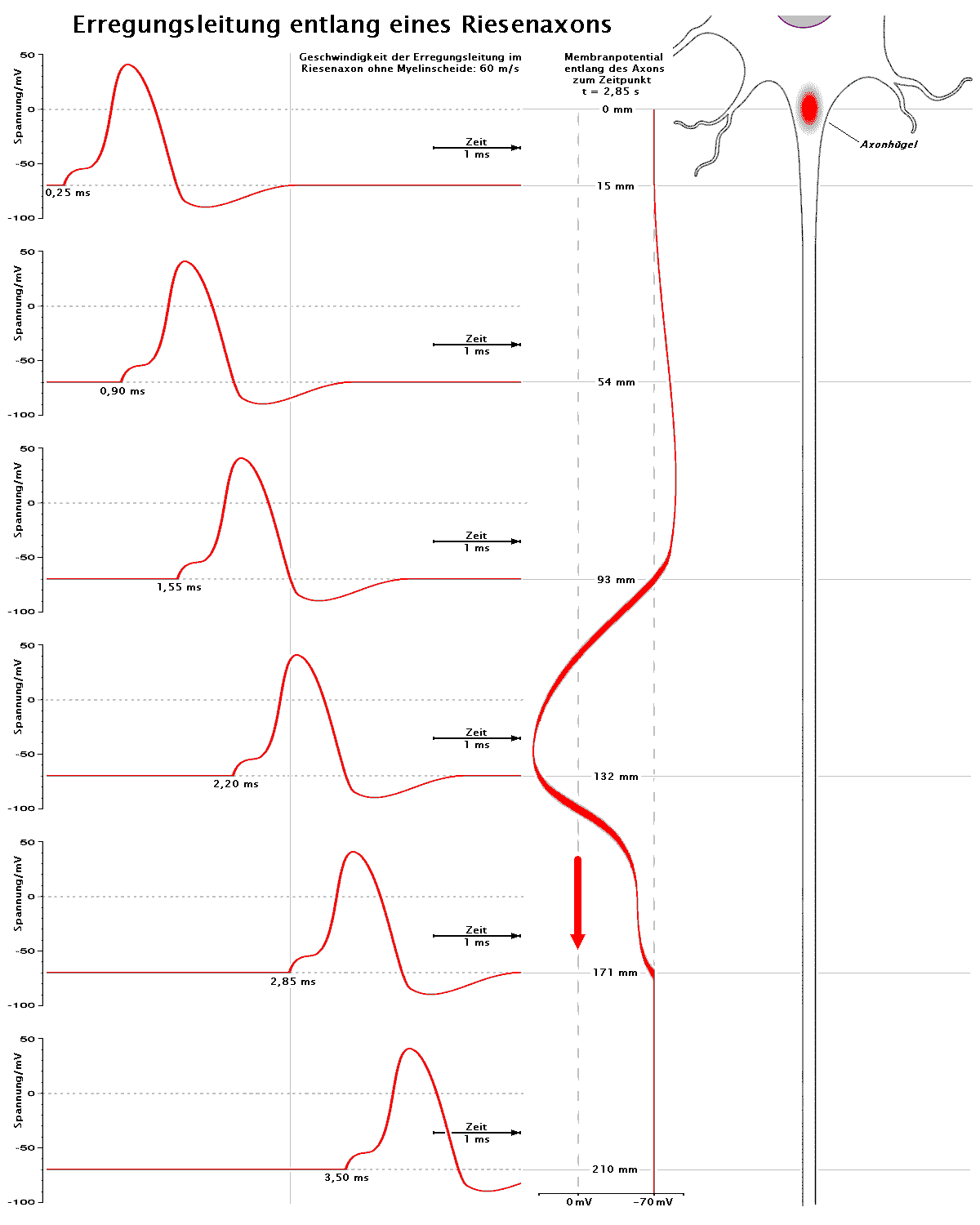
Abb. 4a: Kontinuierliche Erregungsleitung

Bei Nervenfasern ohne Myelinisierung, den sogenannten marklosen Nervenfasern, können Impulse das Axon entlang weitergegeben werden, indem von einem erregten Axonbereich ausgehend und auf den benachbarten übergreifend Aktionspotentiale fortlaufend ausgelöst werden. Während der neu erregte Membranabschnitt elektrotonisch depolarisiert wurde und oberhalb des Schwellenpotentials, seine Permeabilität ändernd, anfängt ein Aktionspotential auszubilden, klingt die Erregung im zurückliegenden Abschnitt bereits ab und geht in die Repolarisationsphase über. Diese Form der Weiterleitung von Erregungen als längs fortlaufend gebildetes Aktionspotential ist relativ langsam (meist nur 1–3 m/s, maximal 30 m/s) und findet sich recht häufig bei Nerven, die innere Organe versorgen. Ebenfalls geringe Geschwindigkeiten der Leitung zeigen auch Nozizeptoren, die Faserdurchmesser von unter einem Mikrometer haben. Doch kann durch Verdickung des Axons die Leitungsgeschwindigkeit erhöht werden. Besonders bekannt sind in diesem Zusammenhang die gut untersuchten sogenannten Riesenaxone bei Tintenfischen und bei Meeresschnecken der Gattung Aplysia mit Durchmessern bis zu einem Millimeter. Der größere Durchmesser beschleunigt deren Signalleitung; allerdings nicht sehr effektiv, da dem verringerten Längswiderstand zugleich eine vergrößerte Membrankapazität und ein herabgesetzter Membranwiderstand gegenüberstehen (siehe oben).

### Saltatorische Erregungsleitung

Abb. 4b: Saltatorische Erregungsleitung

Abb. 5: Membranpotential (oben) und Zeitverlauf (unten) in Abhängigkeit von der zurückgelegten Strecke entlang eines Axons (Mitte) bei der saltatorischen Erregungsleitung.

Bei Wirbeltieren (Vertebraten) sind die meisten Axone von einer Myelinscheide umhüllt (markhaltige Nervenfaser), die von
Schwannschen Zellen im peripheren Nervensystem oder von Oligodendrozyten im Zentralnervensystem gebildet wird und die im Abstand von 0,2 mm bis 1,5 mm unterbrochen ist. Man nennt eine solche Unterbrechung Nodus, Knoten oder Ranvierscher Schnürring. Den myelinisierten, d. h. isolierten Abschnitt, nennt man Internodium. Durch diese Isolation vergrößert sich die Membranlängskonstante (siehe oben) des Axons von wenigen Hundertstelmillimeter auf einige Millimeter. Da die Isolation auch zu einer Verringerung der elektrischen Kapazität von rund 300 nF/m auf etwa 0,8 nF/m führt, verringert sich außerdem die Membranzeitkonstante. Allein durch diesen Effekt sind reale Fortleitungsgeschwindigkeiten von über 100 m/s bei unverändertem Querschnitt des Axons möglich.
Zudem befinden sich spannungsabhängige Na+-Kanäle sowie Na+/K+-ATPasen in 100-fach höherer Dichte an den Schnürringen. All diese Komponenten ermöglichen, dass ein Aktionspotential, das an einem bis zu 1,5 mm entfernten Schnürring generiert wurde, die Membran am nächsten Schnürring genügend depolarisiert, um dort ein weiteres Aktionspotential auszulösen. Die genauen elektrophysiologischen Vorgänge, die dabei stattfinden, sind im Folgenden beispielhaft beschrieben:
An der unerregten Nervenfaser herrscht an jeder Stelle entlang des Axons das Ruhemembranpotential, welches in Abbildung 5 bei −90 mV liegt. Das bedeutet, dass zwischen Intra- und Extrazellulärraum eine Potentialdifferenz besteht; entlang des Axons, also z. B. zwischen N1 und N2, ist dies jedoch nicht der Fall.
Kommt nun am ersten Schnürring N1 eine Erregung in Form eines Aktionspotentials an, welches die Membran über das Schwellenpotential, das in Abbildung 5 bei −60 mV liegt, depolarisiert, kommt es zur Öffnung von spannungsabhängigen Na+-Kanälen. Ihrem elektrochemischen Gradienten folgend fließen nun Na+-Ionen vom Extra- in den Intrazellulärraum des Axons. Dadurch kommt es zur Depolarisation der Plasmamembran im Bereich des Schnürrings N1, das heißt der durch die Membran gebildete Kondensator (siehe Grundlagen) wird in Abbildung 5 auf +30 mV umgeladen. Für diesen Vorgang wird eine Zeit von etwa 0,1 ms benötigt, die abhängig ist von der bereits im Abschnitt zu den Grundlagen erklärten Membranzeitkonstante.
Durch den Einstrom der positiv geladenen Natriumionen ist an N1 intrazellulär ein Überschuss an positiven Ladungsträgern im Vergleich zur Umgebung entstanden. Dies hat augenblicklich die Ausbildung eines elektrischen Feldes und damit einer Potentialdifferenz entlang des Axons zur Folge: das entstandene elektrische Feld übt unmittelbar eine Kraft auch auf weiter entfernte geladene Teilchen aus: an N2 erfahren negativ geladene Teilchen (z. B. Cl−-Ionen) eine anziehende Kraft in Richtung des positiven Ladungsüberschusses an N1. Gleichzeitig werden positive Ladungsträger, die sich zwischen N1 und N2 befinden, durch das elektrische Feld in Richtung N2 bewegt. Durch diese Ladungsverschiebungen kommt es fast ohne Verzögerung zu einer Positivierung des Membranpotentials an N2, und zwar ohne dass dafür Ionen den ganzen Weg von N1 zu N2 zurückgelegt haben. Dieser Vorgang ist vergleichbar mit dem Einschalten einer Glühlampe durch Betätigung eines entfernten Lichtschalters: Die Glühlampe beginnt ohne Verzögerung zu leuchten, weil die Elektronen  im metallenen Leiter sofort überall in Bewegung versetzt werden und daher auch in der Glühlampe schon ein Strom fließt, obwohl sich jedes einzelne Elektron erst wenige Hundertstel Millimeter fortbewegt hat.
Wie in Abbildung 5 unten dargestellt, erfolgt die elektrotonische Ausbreitung der Depolarisation über das Internodium somit fast ohne Zeitverlust, während für die Regeneration des Aktionspotentials an den Schnürringen relativ viel Zeit aufgebracht werden muss. Da die Erregung also von Schnürring zu Schnürring zu springen scheint, spricht man von einer saltatorischen Erregungsleitung.
Das Membranpotential entlang des Axons verläuft nun so wie durch die blaue Kurve in Abbildung 5 dargestellt und würde sich mit zunehmendem Abstand von N1 immer weiter dem Ruhemembranpotential annähern (gestrichelter Kurvenverlauf), wenn es nicht durch die überschwellige Depolarisation der Membran an N2 zur Öffnung der dortigen spannungsabhängigen Na+-Kanäle kommen würde. Dadurch kommt es zu einer Regeneration des Aktionspotentials und einem Verlauf des Membranpotentials entsprechend der lila Kurve, bis sich an N3 die geschilderten Vorgänge erneut wiederholen.
Bei einer Leitungsgeschwindigkeit von 120 m/s hat ein Nervenimpuls von 1 ms Dauer eine Länge von 120 mm. Das heißt, beim Durchlauf eines Impulses sind rund 80 bis mehrere hundert Schnürringe gleichzeitig in Erregung. An der Vorderfront des sich ausbreitenden elektrischen Impulses gibt es einen ständigen Wechsel zwischen der elektrotonischen Leitung in den Internodien und der Regeneration der Amplitude des Aktionspotentials in den Schnürringen.
Bei der Geburt fehlen die Markscheiden beim Menschen an einigen Stellen. So sind z. B. die Pyramidenbahnen noch nicht vollständig myelinisiert, was dazu führt, dass bei Kleinkindern Reflexe ausgelöst werden können, die bei Erwachsenen als pathologisch (krankhaft) gelten (siehe Babinski-Reflex). Nach zwei Jahren sollten jedoch keine pathologischen Reflexe mehr zu beobachten sein. Bei demyelinisierenden Erkrankungen wie zum Beispiel Multipler Sklerose werden im Zentralnervensystem die Myelinscheiden abgebaut, was zu vielfältigen Ausfallerscheinungen führt.

## Erregungsübertragung
Erreicht ein Aktionspotential oder eine graduierte Depolarisation die präsynaptische Endigung eines Axons, löst dies eine Prozessfolge aus, die dazu führt, dass kleine Bläschen (synaptische Vesikel) mit der präsynaptischen Membran verschmelzen und das enthaltene Quantum an Neurotransmitter in den synaptischen Spalt ausschütten (Exozytose). Diese Transmitter können an spezifische Rezeptoren in der Membran einer postsynaptisch zugeordneten Zelle binden. Darüber werden entweder direkt ligandengesteuert (ionotrop) oder indirekt vermittelt (metabotrop) Ionenkanäle in der postsynaptischen Membran kurzzeitig geöffnet. Die Ionenspezifität dieser Kanäle entscheidet, ob die postsynaptische Zelle (Nerven-, Muskel- oder Drüsenzelle) depolarisiert (erregt) oder hyperpolarisiert (gehemmt) wird. Je nach Art der durch den Transmitter über die Rezeptorbindung hervorgerufenen Zellantwort entsteht in der Folgezelle lokal entweder ein erregendes postsynaptisches Potential, das über die Membran elektrotonisch weitergeleitet wird, oder aber ein hemmendes, das die Weiterleitung behindert.
Bei der neuromuskulären Synapse des Skelettmuskels, der motorischen Endplatte als Verknüpfungsstelle einer Nervenzelle mit einer Muskelfaser, wird aus den Vesikeln der Transmitter Acetylcholin ausgeschüttet, der den synaptischen Spalt passiert. Die Transmittermoleküle werden an Rezeptormoleküle auf der Membran der Muskelzelle (Sarkolemm) gebunden. Im Anschluss spaltet (in diesem Fall) die Acetylcholinesterase den Acetylcholin-Transmitter in Acetat und Cholin. Das Cholin wird durch einen Cholinkanal in der präsynaptischen Membran wieder aufgenommen, mit Essigsäure verbunden und wieder als Acetylcholin in einem Vesikel gelagert.

## Erregungsausbreitung im Herzen
Die Erregungsausbreitung im Herzen stellt durch die Kombination von Erregungsleitungssystem und Erregungsübergabe von Zelle zu Zelle eine Einzigartigkeit im Körper dar.